# Oldřich Audy
Oldřich Audy (16. dubna 1911 Žebětín – 17. října 1995 Brno) byl moravský prozaik, básník, literární historik, autor rozhlasových her, nakladatelský redaktor, pedagog.
Do literatury vstoupil v roce 1932 knihou básní Hlas, psal rozhlasové hry pro děti a literární pásma. V roce 1947 vyšel jeho historický román Údolí se zvedla. Po válce se věnoval především nakladatelské práci, kritické a teoretické činnosti v oblasti literatury pro mládež. Sestavil několik čítanek pro základní školy a gymnázia.

## Život
Narodil se v Žebětíně, od roku 1923 studoval na reálném gymnáziu v Brně, po dvou letech přešel na měšťanskou školu a vyučil se zedníkem. Od roku 1928 studoval na učitelském ústavu v Brně, v roce 1930 byl přijat do 3. ročníku konzervatoře k mimořádnému studiu violoncella. Po maturitě v roce 1932 vyučoval v Tovačově a Hrabyni u Opavy.
V letech 1934–1945 působil na měšťanských školách v Brně a při zaměstnání studoval na brněnské Filozofické fakultě Masarykovy univerzity češtinu a filozofii. Od roku 1931 byl činný v literární sekci Levé fronty a ve Volném pedagogickém sdružení v Brně a Kruhu přátel literatury pro mládež. V letech 1944–1945 byl členem Moravského kola spisovatelů. Po 2. světové válce pokračoval v externím studiu češtiny, dějepisu a občanské výchovy na Pedagogické fakultě Masarykovy univerzity v Brně. V roce 1951 získal na fakultě titul PaedDr., v roce 1964 se habilitoval pro obor literatura pro děti, docentem byl jmenován v roce 1966.
V roce 1946 spoluzakládal Výzkumný ústav pedagogický v Brně, od roku 1959 v něm působil jako vedoucí literárního oddělení a později celé sekce estetické výchovy. Zapojil se do zakládání brněnského Divadla Radost a Sdružení moravských spisovatelů.
Titulem Zasloužilý učitel byl oceněn v roce 1963 a 1965 získal čestný titul Vzorný pedagogický pracovník, v roce 1971 odešel do důchodu.
Je pohřben na Ústředním hřbitově v Brně.

## Dílo
Velkou část své tvorby věnoval dětem a mládeži, v letech 1938–1940 se v časopise Komenský zabýval hodnocením tvorby pro děti, v letech 1939–1944 tvořil rozhlasové hry a pásma, v roce 1940 napsal ve sborníku Literatura pro mládež, vydaného tzv. brněnským literárním směrem, kritiky předválečných a historických prací pro mládež. V letech 1941–1944 přispíval do časopisu Úhor úvahami o společenské funkci a úloze díla v duševním rozvoji dítěte. V letech 1946–1950 hodnotil poválečnou tvorbu pro děti a mládež v Pedagogické revui, 1953–1958 publikoval ve Štěpnici a po její zániku v Literatuře ve škole rozbory a výklady pro literární čtení. Napsal několik pohádek po děti.
Redakčně se podílel na souboru próz Život teprve začíná (1944) a v letech 1949–1959 na přípravě čítanek pro 5., 8. a 9. ročník a čítanky pro 2. ročník středních škol.

### Knihy
- AUDY, Oldřich. Hlas. 1. vyd. Brno: Jan Jelínek, 1932. 21 s. Básně

- AUDY, Oldřich. Údolí se zvedla. 1. vyd. Brno: Rovnost, 1947. Historický román ze Švýcarska na počátku 16. století.